# 毛里齐奥·费卢戈
毛里齐奥·费卢戈（義大利語：Maurizio Felugo，1981年3月4日—），意大利水球运动员。他曾代表意大利参加2004年、2008年和2012年夏季奥林匹克运动会水球比赛，其中2012年奥运会收获一枚银牌。